# Nemoria fontalis
Nemoria fontalis är en fjärilsart som beskrevs av W. Warren 1909. Nemoria fontalis ingår i släktet Nemoria och familjen mätare. Inga underarter finns listade i Catalogue of Life.